# G-LOC: Air Battle
G-Loc: Air Battle è un videogioco arcade sparatutto del 1990 prodotto da SEGA. Venne convertito per le console Game Gear, Sega Master System e Sega Mega Drive e, con il titolo G-Loc R360, in varie versioni per home computer edite dalla U.S. Gold. Il gioco è stato distribuito per Nintendo 3DS tramite Virtual Console.
Considerato appartenente alla serie After Burner, il gioco ha avuto un seguito dal titolo Strike Fighter, commercializzato in Occidente con il titolo di After Burner III.